# The Way You Used to Do
The Way You Used To Do è un singolo della band statunitense Queens of The Stone Age, pubblicato il 15 giugno 2017. Questo singolo è il primo estratto dal settimo album Villains e ne ha anticipato l'uscita.

## Il video
Il video, diretto dal regista svedese Jonas Åkerlund (già regista di videoclip di famose popstar come Beyoncé, Lady Gaga, Madonna, Kesha), è stato pubblicato esclusivamente su Apple Music ed è stato prodotto da Serial Pictures. Josh Homme ha dichiarato che il video è un tributo a Cab Calloway e al film Hellzapoppin'. Nel video si vede il "front man" che balla in mezzo a una sala e che canta insieme al gruppo in mezzo a delle tende (probabilmente nella chiesa dove è entrato). Inoltre, è stato pubblicato un video alternativo della canzone su YouTube, che però è solo l'audio del brano.